# فين جنسن (متسابق دراجات نارية)
فين جنسن (بالدنماركية: Finn Jensen)‏ هو متسابق دراجات نارية دنماركي، ولد في 9 يناير 1957 في هادرسلف ‏ في الدنمارك.